# Novell Identity Manager
Novell Identity Manager (IDM) – oprogramowanie do zarządzania tożsamością firmy Novell. Znany wcześniej pod nazwą DirXML produkt wykorzystuje pliki konfiguracyjne oparte na formacie XML. Synchronizuje się z wieloma katalogami, systemami bazodanowymi, systemami operacyjnymi i systemami HR.

## Obsługiwane aplikacje
IDM obsługuje aplikacje własne Novella oraz wiele systemów innych producentów, takich jak: Novell eDirectory, oprogramowanie Avaya, PeopleSoft, Oracle, zarządzanie zasobami ludzkimi SAP, Lotus Domino, Novell GroupWise, MySQL, bazy danych zgodne z JDBC, usługi katalogowe zgodne z LDAP, NIS, SIF, SOAP, Microsoft Active Directory, Microsoft Windows NT i wiele innych, w tym wiele baz użytkowników z systemów Unix i Linux.
Dla powyższych systemów przygotowane zostały sterowniki i pliki konfiguracyjne gotowe do modyfikacji przez użytkownika. Systemy, które nie są obsługiwane przez dostarczone sterowniki, można zintegrować z wykorzystaniem własnych sterowników i konfiguracji.

## Administracja
Administracja IDM odbywać się może poprzez:
- aplikację internetową Novell iManager
- oparty na platformie Eclipse Novell Designer